# الزباير القديمة
الزباير القديمة، قرية من قرى محافظة العلا، والتابعة لمنطقة المدينة المنورة في السعودية. تقع في شمال المدينة المنورة، وتبعد عنها بمسافة تقارب ( 150 ) كيلو متر، وعن العلا بمسافة تقارب ( 100 ) كيلو متر.